# إليجاه أندرسون
إليجاه أندرسون (بالإنجليزية: Elijah Anderson؛ بالسويدية: Elijah Anderson) هو عالم اجتماع أمريكي وسويدي، ولد في 1943.